# Adelssitz Mörsdorf

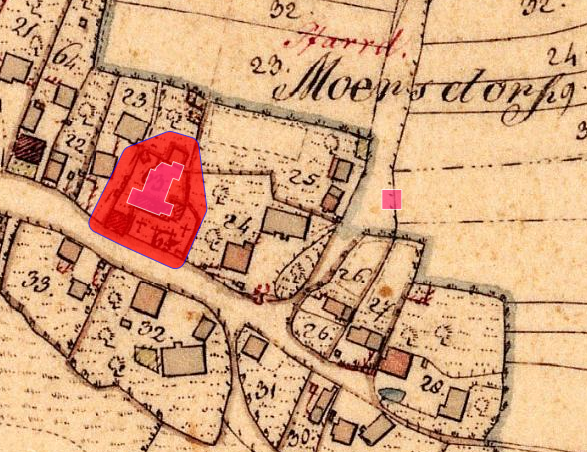
Lageplan des Adelssitzes Mörsdorf auf dem Urkataster von Bayern

Der abgegangene Adelssitz Mörsdorf befand sich im Bereich der Pfarrkirche St. Blasius in Mörsdorf, einem Gemeindeteil der oberpfälzischen Stadt Freystadt im Landkreis Neumarkt in der Oberpfalz von Bayern. „Archäologische Befunde des Mittelalters und der frühen Neuzeit im Bereich der Kath. Pfarrkirche St. Blasius in Mörsdorf, darunter die Spuren von Vorgängerbauten bzw. älterer Bauphasen der Kirche und eines mittelalterlichen Adelsitzes“ werden als Bodendenkmal unter der Aktennummer D-3-6733-0040 geführt.

## Geschichte
Zwischen 1206 und 1441 werden Ortsadelige von Mörsdorf genannt (1236 Wichmannus de Mersdorf, 1349 Ulrich von Merstorf, Dekan am neuen Stift zu Spalt, 1352 Heinrich Stezman von Mersdorf und Chunrad der Schelle von Mersdorf, 1369 Heinrich der Merstorfer, 1403 Reichart der Merstorfer). Zwei Höfe von Mörsdorf werden 1249 als Schenkung an das Kloster Seligenporten durch deren Gründer Gotfried von Sulzbürg und seine Frau Adelheid von Hohenfels gegeben. Die Niedergerichtsbarkeit und die Steuerhoheit wurden bis 1802 von einem Klosterrichter ausgeübt, der im Kloster seinen Wohnsitz hatte und zugleich Kastner war. Mörsdorf lag im Bereich des Pfalz-Neuburgschen Pflegamtes Hilpoltstein-Allersberg. Die Hochgerichtsbarkeit wurde vom Schultheißenamt Neumarkt ausgeübt.

## Beschreibung

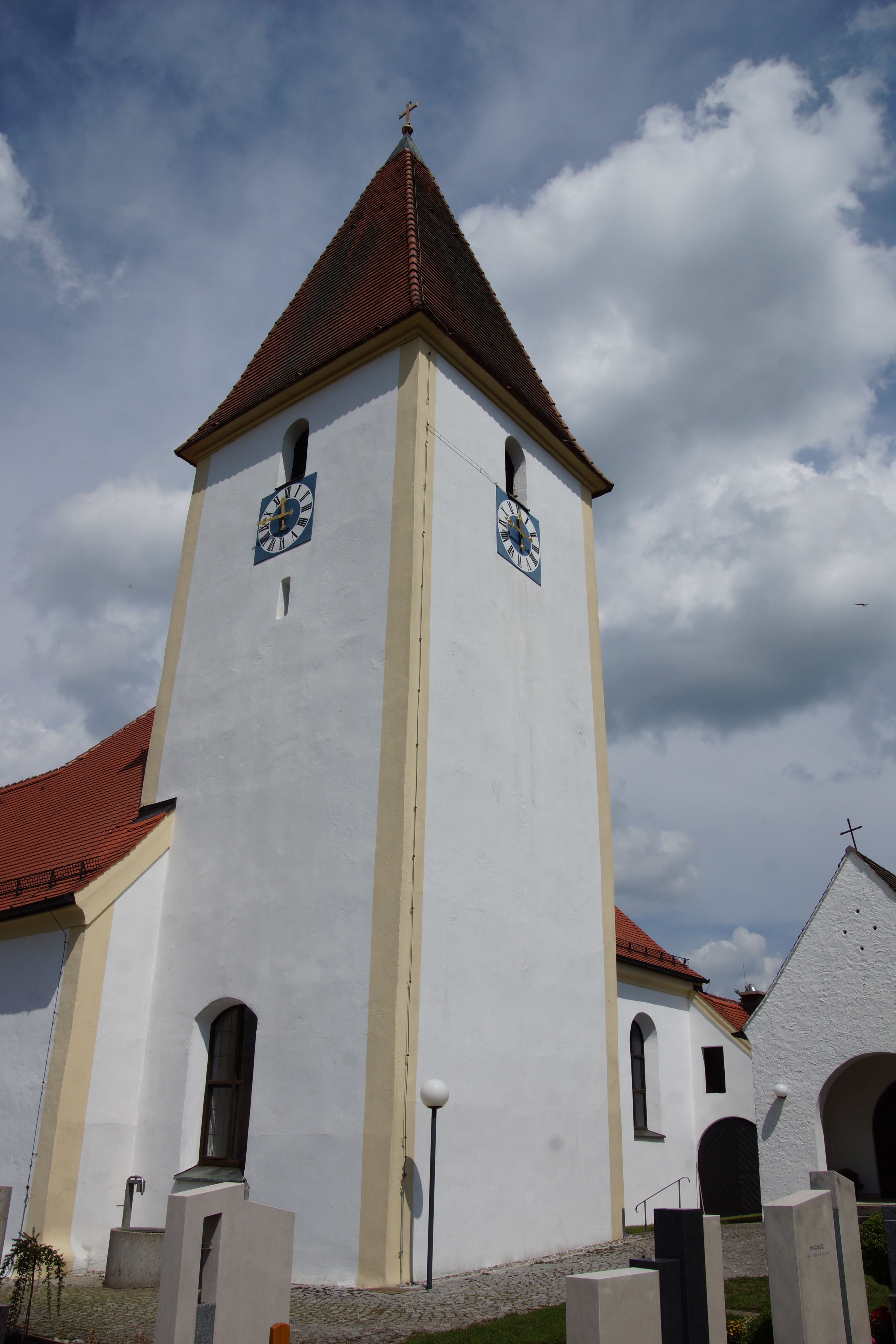
St. Blasius in Mörsdorf (2018)

Der abgegangene Adelssitz lag im Bereich der Pfarrkirche St. Blasius von Mörsdorf bzw. es hieß, die Kirche St. Blasius liegt innerhalb der Schlossmauern. Die mittelalterliche Chorturmkirche war somit die Burgkapelle des Sitzes zu Mörsdorf.